# Big East River
Big East River är ett vattendrag i Kanada.   Det ligger i provinsen Ontario, i den sydöstra delen av landet, 280 km väster om huvudstaden Ottawa.
I omgivningarna runt Big East River växer i huvudsak blandskog. Runt Big East River är det ganska glesbefolkat, med 23 invånare per kvadratkilometer.